# 14850 Nagashimacho
14850 Nagashimacho è un asteroide della fascia principale. Scoperto nel 1989, presenta un'orbita caratterizzata da un semiasse maggiore pari a 2,1717310 UA e da un'eccentricità di 0,1499504, inclinata di 2,78172° rispetto all'eclittica.